# آرامگاه موسی فقیه سبزواری
آرامگاه موسی فقیه سبزواری مربوط به اواخر دوره قاجار است و در سبزوار، میدان کارگر، خیابان افسر، کوچه بیمه اجتماعی واقع شده است. این اثر در تاریخ ۲۴ تیر ۱۳۸۲ با شمارهٔ ثبت ۹۲۳۸ به‌عنوان یکی از آثار ملی ایران به ثبت رسیده است.